# Willem Lodewijk van Württemberg
Willem Lodewijk (Stuttgart, 7 januari 1647 — Hirsau, 23 juni 1677) was van 1674 tot 1677 de negende hertog van Württemberg.
Willem Lodewijk was het negende kind van hertog Everhard III van Württemberg en zijn eerste vrouw Anna Catharina van Kyrburg.
Hij trouwde op 6 november 1673 te Darmstadt met Magdalena Sibylla van Hessen, dochter van landgraaf Lodewijk VI van Hessen-Darmstadt, met wie hij volgende kinderen had:
- Eleonore Dorothea (1674).
- Everhardine Louise (1675).
- Everhard Lodewijk (1676-1733), hertog van Württemberg.
- Magdalena Wilhelmina (1677-1742), getrouwd met Karel III Willem van Baden-Durlach.

Willem Lodewijk overleed erg jong, op 30-jarige leeftijd tijdens het volgen van een badkuur in het Zwarte Woud.